# ピコリン
ピコリン (picoline) はメチルピリジンの慣用名である。化学式はC6H7Nで、分子量は93.13 g mol−1。置換したメチル基の位置によって3種の異性体が存在する。
- 2-メチルピリジン（α-ピコリン、o-ピコリン） - CAS登録番号 [109-06-8]
- 3-メチルピリジン（β-ピコリン、m-ピコリン） - CAS登録番号 [108-99-6]
- 4-メチルピリジン（γ-ピコリン、p-ピコリン） - CAS登録番号 [108-89-4]

異性体の混合物のCAS番号は[1333-41-1]。

α-ピコリン
β-ピコリン
γ-ピコリン

その他
- ピコリン55　テトリン55のタイトル変更版。内容は「テトリン55」の画面表示が削除されたもので内容は同一。